# Prêmio TVyNovelas de melhor ator antagonista
O Prêmio TVyNovelas de melhor ator antagonista (no original em espanhol: Premio TVyNovelas al mejor villano) é um dos prêmios oferecidos durante a realização do Prêmio TVyNovelas, destinado ao melhor ator antagonista da televisão mexicana.

## Premiados e indicados
| Ano  | Vencedor               | Telenovela                       |
| ---- | ---------------------- | -------------------------------- |
| 1983 | Miguel Palmer          | Al final del arco iris           |
| 1984 | Humberto Zurita        | El maleficio                     |
| 1985 | Sergio Jiménez         | La traición                      |
| 1986 | Enrique Álvarez Félix  | De pura sangre                   |
| 1987 | Alejandro Camacho      | Cuna de lobos                    |
| 1988 | Sebastián Ligarde      | Quinceañera                      |
| 1989 | Enrique Rocha          | Pasión y poder                   |
| 1990 | Fernando Ciangherotti  | Mi segunda madre                 |
| 1991 | Enrique Rocha          | Yo compro esa mujer              |
| 1992 | Gonzalo Vega           | En carne propia                  |
| 1993 | José Elías Moreno      | De frente al sol                 |
| 1994 | Sebastián Ligarde      | Entre la vida y la muerte        |
| 1995 | Alejandro Camacho      | Imperio de cristal               |
| 1996 | Salvador Sánchez       | La dueña                         |
| 1997 | Roberto Ballesteros    | Cañaveral de pasiones            |
| 1998 | Héctor Suárez Gomis    | Salud, dinero y amor             |
| 1999 | Enrique Rocha          | El privilegio de amar            |
| 2000 | Manuel Ojeda           | Laberintos de Pasión             |
| 2001 | César Évora            | Abrázame muy fuerte              |
| 2002 | Alejandro Tommasi      | El manantial                     |
| 2003 | Enrique Rocha          | Las vías del amor                |
| 2004 | César Évora            | Mariana de la noche              |
| 2005 | Fabián Robles          | Apuesta por un amor              |
| 2006 | Sergio Goyri           | Piel de otoño                    |
| 2007 | César Évora            | Mundo de fieras                  |
| 2008 | Sergio Sendel          | Destilando amor                  |
| 2009 | Guillermo García Cantú | Fuego en la sangre               |
| 2010 | David Zepeda           | Sortilegio                       |
| 2011 | Juan Carlos Barreto    | Para volver a amar               |
| 2012 | Juan Ferrara           | La Fuerza del Destino            |
| 2013 | Marcelo Córdoba        | Por ella soy Eva                 |
| 2014 | Manuel Ojeda           | La tempestad                     |
| 2015 | Flavio Medina          | Yo no creo en los hombres        |
| 2016 | Fernando Colunga       | Pasión y poder                   |
| 2017 | Juan Carlos Barreto    | La candidata                     |
| 2018 | Danilo Carrera         | La doble vida de Estela Carrillo |
| 2019 | Alejandro Nones        | Amar a muerte                    |